# Á baðkari til Betlehem
Á baðkari til Betlehem (dansk: I et badekar til Betlehem) er en islandsk julekalender, der blev sendt på Sjónvarpið første gang i 1990. Det er en af de første tv-julekalendere på islandsk. Julekalenderen handler om de to otteårige børn, Hafliði og Stína, som tager på en eventyrlig rejse til Betlehem for at give Jesusbarnet guld, røgelse og myrra. De tager turen i et magisk flyvende badekar og møder forskellige forhindringer på vejen, først og fremmest i skikkelse af en ond fugl, Klemmi.
Der er blot tre skuespillere i serien: De to børn spilles af de voksne skuespillere Kjartan Bjargmundsson og Sigrún Waage, mens alle andre roller spilles af Inga Hildur Haraldsdóttir i mange udklædninger.
Serien er genudsendt i 1995 og 2004 og er blevet et kultfænomen i landet, især blandt teenagere og unge voksne, der så den som børn. Samtidig med kalenderens første udsendelse kom en kortroman med samme titel og samme overordnede handlingsforløb. Den var illustreret af den britisk-islandske kunstner Brian Pilkington.